# Мітрула
Мітрула (Mitrula) — рід грибів родини Helotiaceae. Назва вперше опублікована 1821 року.

## Поширення та середовище існування
В Україні зростає мітрула болотяна (Mitrula paludosa).

## Гелерея

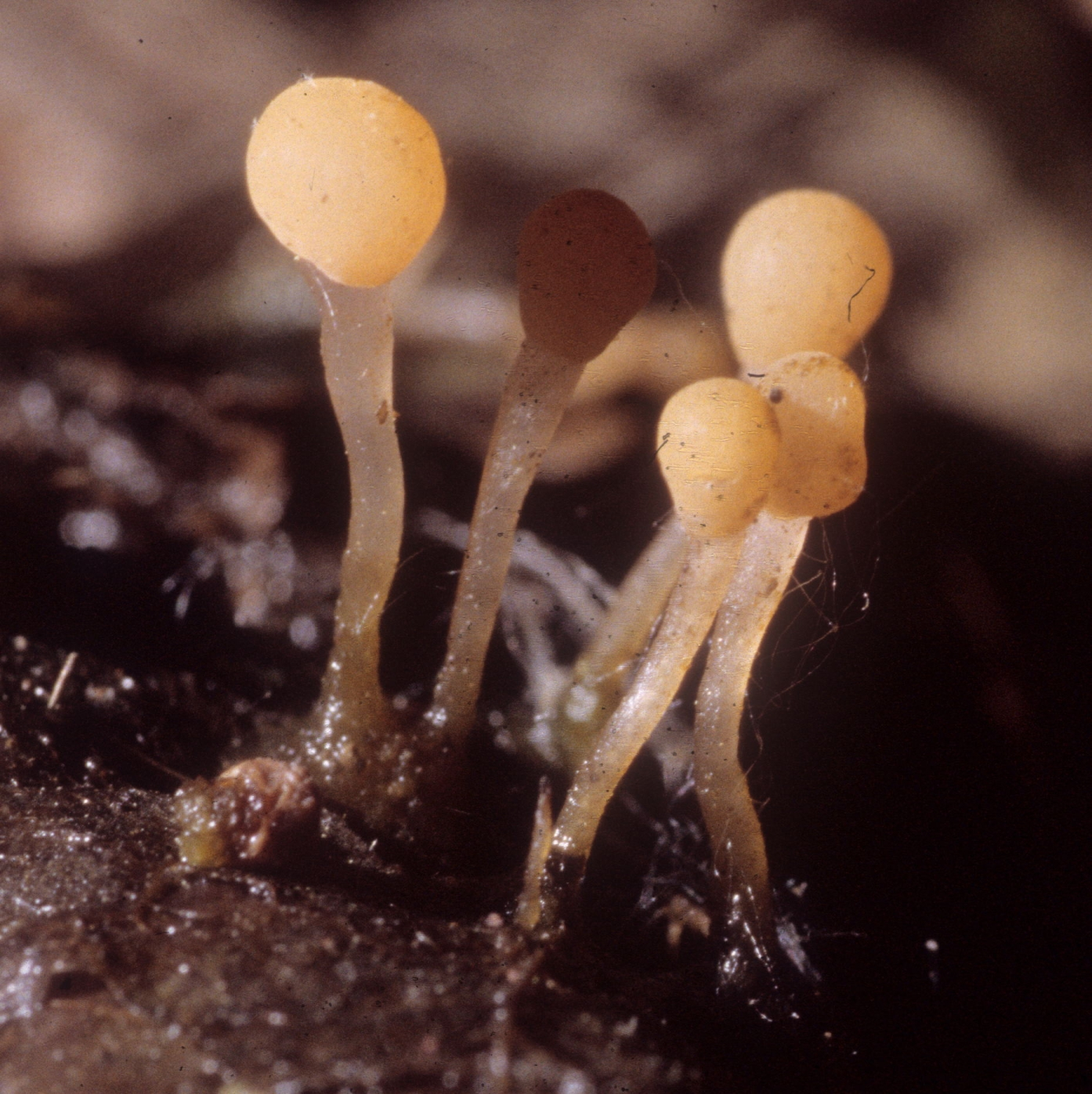
Mitrula lunulatospora
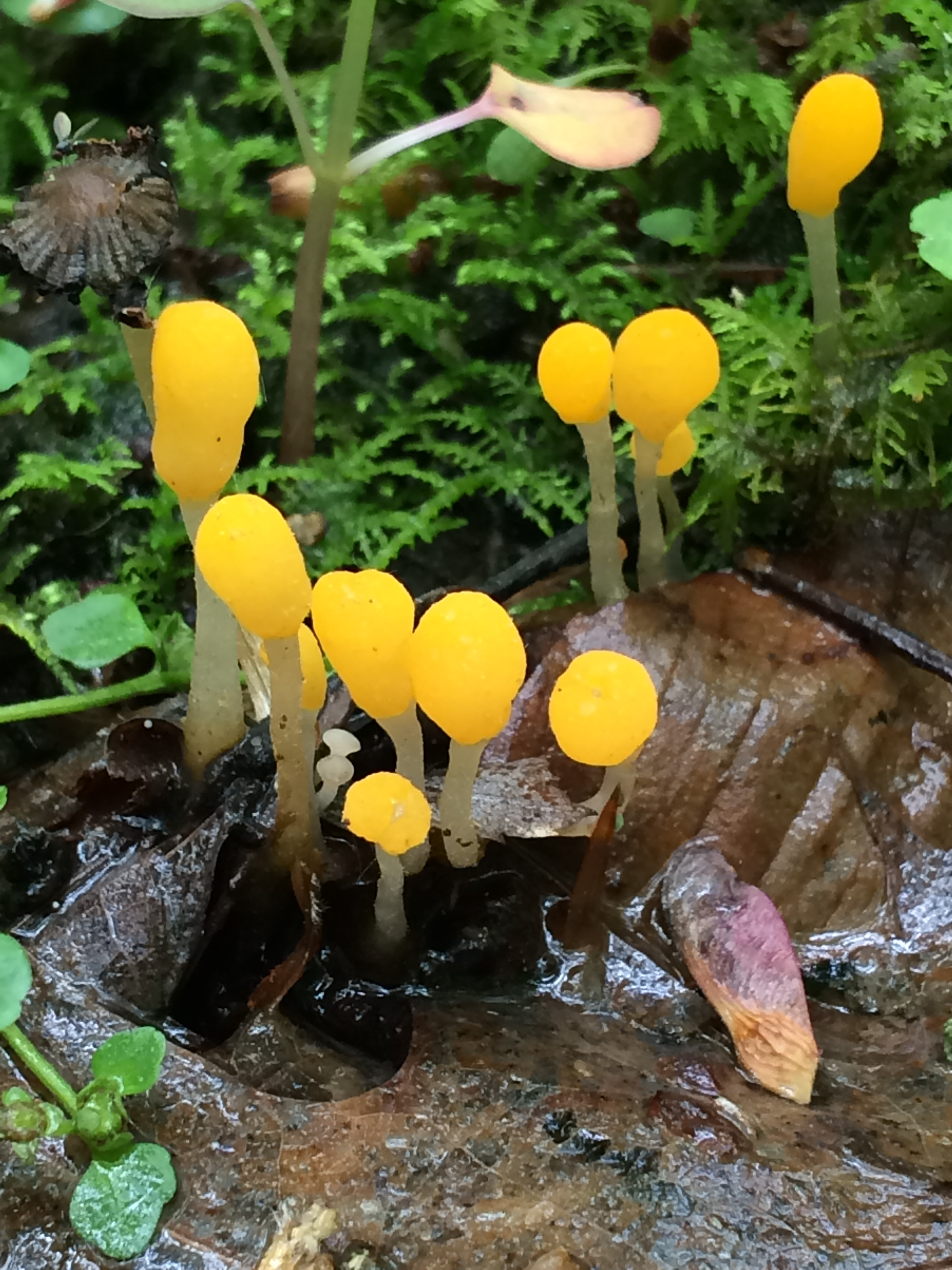
Mitrula elegans